# Rafaela Zachystalová-Šilingrová
Rafaela Zachystalová-Šilingrová, křtěná Rafaela Ludovica Albertina (21. března 1876 Žebrák – 4. září 1959) byla česká etnografka a překladatelka.

## Životopis
Rodiče Rafaely byli Adolf Šilingr sládek a Albertina Šilingrová-Kotišová. Manželem Rafaely, za něhož se v roce 1901 provdala byl PhDr. František Zachystalgymnaziální profesor (3. prosince 1868 Praha – 1937).
Rafaela Zachystalová-Šilingrová překládala z francouzštiny a angličtiny. Oborem jejího zájmu byl český folklor a kulturní dějiny. Přispívala do Národních listů a do Pražanky. V Praze II pobývala na adrese Trojická 1.

## Dílo

### Překlady
- Fysiologie chuti. I., II. díl – Brillat-Savarin; z francouzského přeložila Rafaela Zachystalová; s předmluvou od Charlesa Monseleta. Praha: J. Otto, 1929
- O labužnictví: fyziologie chuti – Anthelme Brillat-Savarin; z francouzského originálu Physiologie du goût přeložila Rafaela Zachystalová; předmluvu napsal Charles Monselet; latinská jazyková spolupráce Eva Kuťáková; obálku a grafickou úpravu navrhl Vladimír Vimr. Praha: Nakladatelství Lidové noviny, 1994